# نمایش بزرگ بچه کوسه!
نمایش بزرگ بچه کوسه! (انگلیسی: Baby Shark's Big Show!) مجموعه انیمیشنی کودکانه آمریکایی است که بر اساس برند «بچه کوسه» از شرکت پینک‌فونگ ساخته شده است. استودیوی انیمیشن نیکلودئون این برنامه را به همراه پینک‌فانگ تولید می‌کند.
این مجموعه در کره جنوبی برای اولین بار در ۲۵ دسامبر ۲۰۲۰ به همراه ویژه‌برنامه‌ای مربوط به کریسمس در شبکه ئی‌بی‌اس پخش شد. از سپتامبر ۲۰۲۱ به بعد، این مجموعه روزهای چهارشنبه و پنج‌شنبه به‌طور منظم از شبکه ئی‌بی‌اس۱ پخش می‌شود. در ایالات متحده، این مجموعه از ۱۱ دسامبر ۲۰۲۰ از شبکه نیکلودئون پخش شد.